# AD5-nCOV
AD5-nCOV    (trgovački naziv Convidecia ) je jednodozna   virusna vektorska vakcina pritiv kovid19 koju je razvio CanSino Biologics. Ispitivanja faze III, ova kompanija je sprovela istovremeno u Argentini, Čileu, Meksiku, Pakistanu, Rusiji  i Saudijskoj Arabiji  sa oko 40.000 učesnika.

## Osnovne informacije
U februaru 2021, globalni podaci iz faze III ispitivanja kod 101 slučaja  pokazala su da je vakcina imala efikasnost od 65,7% u prevenciji umerenih simptoma kovida 19 i 91% efikasnost u prevenciji teškog oblika bolesti.   AD5-nCOV ima sličnu efikasnost kao Janssen-ova vakcina, koja je još jedna adenovirusna vektorska vakcina  sa 66% efikasnosti u globalnom ispitivanju.
AD5-nCOV  je slična drugim virusnim vektorskim vakcinama kao što su AZD1222, Gam-COVID-Vac i Ad26.COV2.S.
Režim za jednokratnu dozu i uobičajeni zahtevi za skladištenje u frižideru (na temperaturi od 2° do 8 °C) mogli bi je učiniti povoljnom opcijom za vakcinaciju u mnogim zemljama.
SZO je trenutno u fazi evaluacije kako bi eventualno uvrstila ovu vakcinu na listu vakcina za upotrebe u hitnim slučajevima.
Studija prve faze istraživanja objavljena u mediicinskom časopisu The Lancet-u pokazala je da su dve doze AD5-nCOV u spreju za nos rezultovale neutralizacijom antitela na sličan način kao i ubrizgavanjem u mišič jedne doze vakcine.
AD5-nCOV  pod nazivom Convidecia i pakistanska verzija pod nazivom Pakvac su odobrene za upotrebu u nekim zemljama u Aziji, Evropi, i Latinskoj Americi.
Proizvodni kapacitet za Ad5-NCov u 2021. godini  dostigli bi 500 miliona doza.  Proizvodnja će se odvijati  u Kini,  a punjenje i dorada vakcine će se paralelno odvijati u Maleziji, Meksiku,  i Pakistanu.

## Ovlašćenja
- Kina je prva 25. juna 2020. odobrila vakcinu za ograničenu upotrebu u vojsci,[20] da bi u februaru 2021. godine odobrila vakcinu za opštu upotrebu.[21]
- U februaru 2021. godine Meksiko je odobrio vakcinu za hitnu upotrebu.[22]
- U februaru 2021. godinePakistan je odobrio vakcinu za hitnu upotrebu.[23]
- U martu 2021. godine  Mađarska je odobrila vakcinu za hitnu upotrebu.[24]
- U martu 2021. godine Moldavija je odobrila upotrebu vakcine.[25]
- Dana 15. juna 2021. godine, Nacionalna farmaceutska regulatorna agencija Malezije (NPRA) izdala je uslovnu registraciju za hitnu upotrebu vakcine.[26]
- Dana 7. septembra 2021. Nacionalna agencija za kontrolu lekova i hrane (BPOM) izdala je dozvolu za hitnu upotrebu vakcine u Indoneziji.[27]

## Literatura
- Zhu FC, Li YH, Guan XH, Hou LH, Wang WJ, Li JX,  . (јун 2020). „Safety, tolerability, and immunogenicity of a recombinant adenovirus type-5 vectored COVID-19 vaccine: a dose-escalation, open-label, non-randomised, first-in-human trial”. Lancet. 395 (10240): 1845—1854. PMC 7255193 . PMID 32450106. doi:10.1016/S0140-6736(20)31208-3.

## Spoljašnje veze
|  | Molimo Vas, obratite pažnju na važno upozorenje u vezi sa temama iz oblasti medicine (zdravlja). |